# Michele Zarrillo
Michele Zarrillo (Roma, 13 giugno 1957) è un cantautore e musicista italiano.
Cantante, chitarrista e pianista, ha suonato in alcuni gruppi della scena  rock italiana, ottenendo successo da solista con la vittoria al Festival di Castrocaro nel 1979 e al Festival di Sanremo 1987 nella sezione Nuove Proposte.
Ha venduto nella sua carriera più di 4 milioni di dischi.

## Biografia
Nasce a Roma, nel quartiere di Centocelle, secondogenito di padre proveniente da Rionero in Vulture (PZ) e di madre originaria di Corbara (SA).

### Anni '70
Esordisce giovanissimo nel 1972 come chitarrista cantante con i Semiramis, band progressive con la quale pubblica un album. L'anno seguente il sodalizio si scioglie e Michele entra per breve tempo nei Rovescio della Medaglia, altra importante band dell'avanguardia musicale di quel periodo. Negli anni successivi si apre anche al mondo della musica pop pubblicando nello stesso periodo i primi due singoli da solista, con il nome d'arte (imposto dai discografici dell'epoca) di Andrea Zarrillo. Nel 1979 torna al suo vero nome e vince il Festival di Castrocaro con Indietro no, e compone le musiche di Sesso o esse per Renato Zero e Ricetta di donna per Ornella Vanoni (incisa anche da Roberto Vecchioni).

### Anni '80
Nel 1981 esordisce a Sanremo con la canzone Su quel pianeta libero a cui fa seguito, l'anno successivo, in una discussa edizione del Festival, Una rosa blu, canzone che diventerà un successo molti anni dopo, e sarà inserita nel 1998, in una versione rivista, insieme ad altri 3 brani in una ristampa in CD dell'album Sarabanda intitolata proprio Una rosa blu, anche se in realtà l'anno prima era stato pubblicato un Compact Disc (della collana Musica Più) intitolato semplicemente Michele Zarrillo, che riproponeva gli stessi 10 brani del Long Playing d'esordio del cantante. Nel 1982 ha scritto la canzone Io voglio di più, interpretata da Loretta Goggi.

Michele Zarrillo al Festival di Sanremo 1987, in cui primeggiò nella categoria Nuove Proposte grazie al brano La notte dei pensieri.

 Nel 1984 ha scritto la canzone Notte chiara per Pupo.
Dopo un altro 45 giri passato inosservato, contenente i brani La voglia di volare e Valery, cambia casa discografica passando alla Fonit Cetra, e nel 1987 arriva la vittoria al Festival della canzone italiana nella sezione "Nuove Proposte" (nella quale era stato inserito nonostante le precedenti partecipazioni al Festival e oltre quindici anni di carriera) con il brano La notte dei pensieri. Il lato B del 45 giri, E intanto vivo, verrà inciso nello stesso anno anche in un duetto con Loretta Goggi, nell'album C'è poesia due, sempre della Fonit Cetra. Nel 1988 esce l'album Soltanto amici, seguito da alcuni anni di inattività.

### Anni '90
Nel 1990 inizia una collaborazione con Alessandro Colombini, produttore storico della musica italiana (Battisti, Lauzi, PFM, Bennato, Dalla, Venditti) con il quale dà vita ad una collaborazione che porta alla realizzazione dell'album Adesso, preceduto dalla partecipazione alla 42ª edizione del Festival della Canzone Italiana con il brano Strade di Roma.
Al Festival della Canzone Italiana 1994 Michele Zarrillo presenta il brano Cinque giorni, che ottiene un buon consenso popolare e di vendite e che viene incluso nell'album Come un uomo tra gli uomini. Due anni dopo vi partecipa ancora con L'elefante e la farfalla. Il successivo lavoro, L'amore vuole amore (ottobre 1997), raccoglie varie canzoni di Zarrillo già pubblicate con l'aggiunta di due brani inediti (L'amore vuole amore e Ragazza d'argento) e di tre remake. Il disco verrà pubblicato in Spagna col titolo Cinco dias.

### Anni 2000
Nel giugno 2000 Michele Zarrillo pubblica il nuovo album dal titolo Il vincitore non c'è. Nel corso di un tour teatrale, Michele compone L'acrobata, che viene presentato a Sanremo 2001. Intanto, il cantante decide di incidere il suo primo album dal vivo. Registrato nel corso di due concerti tenuti a Roma e Firenze, nel 2002 esce Le occasioni dell'amore, con l'aggiunta di tre inediti. L'anno successivo viene pubblicato Liberosentire.
Nel 2006 è la volta dell'album L'alfabeto degli amanti e lo stesso anno partecipa alla 56ª edizione del Festival della Canzone Italiana, presentando l'omonimo brano, il quale giunge in finale. Una delle serate prevede un duetto con il cantante Tiziano Ferro. Nel 2008 partecipa ancora al Festival della Canzone Italiana con il brano dal titolo L'ultimo film insieme. Segue la pubblicazione dell'album Nel tempo e nell'amore, una raccolta dei successi dal 1981 al 2008, in due CD, contenente un inedito. Nel maggio 2009 esce Michele Zarrillo - Live Roma, un CD più DVD frutto del concerto del 30 maggio 2008 al Palalottomatica di Roma. Il lavoro contiene il brano inedito L'amore infinito. Nel 2009 canta nel disco di Claudio Baglioni Q.P.G.A., nel brano Nuvole e sogni.

### Anni 2010
Il 20 settembre 2011 viene pubblicato l'album di inediti Unici al mondo.
Il 5 giugno 2013 viene colpito da un infarto e ricoverato in codice rosso nel reparto di Terapia intensiva dell'Ospedale Sant'Andrea di Roma. Torna sulle scene il 7 ottobre 2014 con un concerto all'Auditorium Parco della Musica di Roma accompagnato dai jazzisti Danilo Rea e Stefano Di Battista.
Nel febbraio 2017 partecipa alla 64ª edizione del Festival della Canzone Italiana con il brano Mani nelle mani, che si piazza in finale all'undicesimo posto. Nello stesso anno esce l'album Vivere e rinascere.
Dal giorno 8 giugno 2018 è giurato e coach della prima edizione di Ora o mai più su Rai 1, condotto da Amadeus.

### Anni 2020
Il 31 dicembre 2019 viene annunciata la sua partecipazione alla 70ª edizione del Festival della Canzone Italiana. Si presenta con il brano Nell'estasi o nel fango. La sua esibizione apre la quinta e ultima puntata del festival ed ottiene il 18º posto finale.
Nel 2021 venne ospite alla quinta serata del Festival di Sanremo che cantò Cinque Giorni e La Notte dei pensieri. 
Nel 2023 duettò con Will alla serata delle cover del Festival di Sanremo.

## Vita privata
Zarrillo ha tre figli. La primogenita è nata da una precedente relazione. Successivamente il cantante ha sposato la musicista Anna Rita Cuparo, che lo ha reso padre di Luca, nato nel 2010, e di Alice, nata nel 2012.

## Discografia

### Con i Semiramis
- 1973 – Dedicato a Frazz

### Da solista

#### Album in studio
- 1982 – Sarabanda
- 1988 – Soltanto amici
- 1992 – Adesso
- 1994 – Come uomo tra gli uomini
- 1996 – L'elefante e la farfalla
- 2000 – Il vincitore non c'è
- 2003 – Liberosentire
- 2006 – L'alfabeto degli amanti
- 2011 – Unici al mondo
- 2017 – Vivere e rinascere

#### Album dal vivo
- 2002 – Le occasioni dell'amore
- 2009 – Michele Zarrillo Live - Roma

#### Raccolte
- 1997 – L'amore vuole amore
- 1998 – Una rosa blu
- 2008 – Nel tempo e nell'amore

#### Album cover
- 2017 – Vivere e rinascere - Passioni

#### Singoli
- 1976 – Maledetta signora/E poi st'amore matto (pubblicato come Andrea Zarrillo)
- 1976 – Il vero amore/I miei cari sentimenti (pubblicato come Andrea Zarrillo)
- 1979 – Indietro no/Quanto
- 1980 – Più forte/Troppo amore
- 1981 – Su quel pianeta libero/Strano
- 1981 – Non è finita/Sarabanda
- 1982 – Una rosa blu/Venere
- 1983 – La voglia di volare/Valery
- 1987 – La notte dei pensieri/E intanto vivo
- 1987 – Dammi un po' di più/Sotto il cielo non c'è niente di nuovo
- 1988 – Come un giorno di sole/Da quando l'aria sei tu
- 1992 – Strade di Roma
- 1992 – Innamorando
- 1992 – Adesso
- 1994 – Cinque giorni
- 1994 – Il sopravvento
- 1994 – Il canto del mare
- 1994 – Gli assolati vetri
- 1994 – Perdono
- 1996 – L'elefante e la farfalla
- 1996 – Domani
- 1996 – Come hai potuto
- 1996 – L'infanzia negata
- 1997 – L'amore vuole amore
- 1997 – Ragazza d'argento
- 2000 – Io e te
- 2000 – Prima o poi
- 2000 – Il vincitore non c'è
- 2001 – L'acrobata
- 2001 – Bellissima
- 2002 – Gli angeli
- 2002 – Le occasioni dell'amore
- 2002 – Sogno
- 2003 – Un nuovo giorno
- 2003 – Ballando nei giorni del mondo
- 2003 – Dove il mondo racconta segreti
- 2006 – L'alfabeto degli amanti
- 2006 – Soltanto un attimo
- 2006 – L'amore che resta
- 2006 – Tutta la vita che c'è
- 2008 – L'ultimo film insieme
- 2009 – L'amore infinito
- 2011 – La prima cosa che farò
- 2011 – Unici al mondo
- 2017 – Mani nelle mani
- 2017 – L'amore ancora esiste?
- 2017 – Amore per te
- 2020 – Nell'estasi o nel fango

#### Sigle
- 2023 – Viva Rai due (per noi)

## Partecipazioni al Festival di Sanremo
- Festival di Sanremo 1981 Su quel pianeta libero (Categoria unica - 8º posto)
- Festival di Sanremo 1982 Una rosa blu (non finalista)
- Festival di Sanremo 1987 La notte dei pensieri (Categoria Nuove Proposte - 1º posto)
- Festival di Sanremo 1988 Come un giorno di sole (Categoria Big - 15º posto)
- Festival di Sanremo 1992 Strade di Roma (11º posto)
- Festival di Sanremo 1994 Cinque giorni (5º posto)
- Festival di Sanremo 1996 L'elefante e la farfalla (11º posto)
- Festival di Sanremo 2001 L'acrobata (4º posto)
- Festival di Sanremo 2002 Gli angeli (11º posto)
- Festival di Sanremo 2006 L'alfabeto degli amanti (2º posto nella categoria Uomini, finalista nella classifica generale)
- Festival di Sanremo 2008 L'ultimo film insieme (15º posto)
- Festival di Sanremo 2017 Mani nelle mani (11º posto)
- Festival di Sanremo 2020 Nell'estasi o nel fango (18º posto)